# مابل بروكس
مابل بروكس (بالإنجليزية: Mabel Brookes)‏ هي نجمة اجتماعية وكاتِبة أسترالية، ولدت في 15 يونيو 1890 في ملبورن في أستراليا، وتوفي بنفس المكان في 30 أبريل 1975.